# Motufetau
Motufetau è un piccolo isolotto disabitato di Nukufetau, Tuvalu, che si trova sul lato est dell'atollo di Nukufetau.